# Thulani Serero
Thulani Caleeb Serero (Johannesburg, 11 aprile 1990) è un calciatore sudafricano, centrocampista del Cape Town City.

## Carriera

### Club
Dopo aver cominciato la sua carriera nel Ajax Cape Town, nel 2011 si trasferisce all'Ajax, di cui la squadra sudafricana è una filiale. Fa il suo esordio ufficiale il 14 agosto seguente in Ajax-Heerenveen 5-1 subentrando al minuto '59 a Christian Eriksen.
Il 2 maggio 2012 vince la sua prima Eredivisie con l'Ajax concludendo la stagione con 10 presenze totali.
Debutta nella nuova stagione il 12 agosto giocando da titolare la prima partita di campionato contro l'AZ Alkmaar (2-2).
Il 25 agosto seguente, alla sua 9 presenza nel campionato olandese, nel 5-0 contro il NAC Breda segna il gol del 4-0 al 49'. Segna una doppietta il 2 settembre nel 2-2 contro l'Heerenveen. In questa partita viene anche espulso. Il 12 marzo 2013 rinnova il proprio contratto con i lancieri fino al 30 giugno 2015.
Il 5 maggio seguente vince la sua seconda Eredivisie consecutiva.
Nel giugno 2017, dopo più di 100 partite giocate con i lancieri, si trasferisce al Vitesse. In due anni mette insieme 83 presenze e 3 gol in tutto. Il 25 agosto 2019 firma un contratto biennale con l'Al-Jazira.

### Nazionale
Nel 2011 debutta con la Nazionale sudafricana, in una partita contro il Kenya.

## Statistiche

### Cronologia presenze e reti in nazionale
| Cronologia completa delle presenze e delle reti in nazionale ― Sudafrica | Cronologia completa delle presenze e delle reti in nazionale ― Sudafrica | Cronologia completa delle presenze e delle reti in nazionale ― Sudafrica | Cronologia completa delle presenze e delle reti in nazionale ― Sudafrica | Cronologia completa delle presenze e delle reti in nazionale ― Sudafrica | Cronologia completa delle presenze e delle reti in nazionale ― Sudafrica | Cronologia completa delle presenze e delle reti in nazionale ― Sudafrica | Cronologia completa delle presenze e delle reti in nazionale ― Sudafrica |
| Data                                                                     | Città                                                                    | In casa                                                                  | Risultato                                                                | Ospiti                                                                   | Competizione                                                             | Reti                                                                     | Note                                                                     |
| ------------------------------------------------------------------------ | ------------------------------------------------------------------------ | ------------------------------------------------------------------------ | ------------------------------------------------------------------------ | ------------------------------------------------------------------------ | ------------------------------------------------------------------------ | ------------------------------------------------------------------------ | ------------------------------------------------------------------------ |
| 9-2-2011                                                                 | Rustenburg                                                               | Sudafrica                                                                | 2 – 0                                                                    | Kenya                                                                    | Amichevole                                                               | -                                                                        | 71’                                                                      |
| 10-8-2011                                                                | Johannesburg                                                             | Sudafrica                                                                | 3 – 0                                                                    | Burkina Faso                                                             | Amichevole                                                               | -                                                                        | 74’                                                                      |
| 4-9-2011                                                                 | Niamey                                                                   | Niger                                                                    | 2 – 1                                                                    | Sudafrica                                                                | Qual. Coppa d'Africa 2013                                                | -                                                                        | 46’                                                                      |
| 29-2-2012                                                                | Durban                                                                   | Sudafrica                                                                | 0 – 0                                                                    | Senegal                                                                  | Amichevole                                                               | -                                                                        | 68’                                                                      |
| 15-6-2012                                                                | Nelspruit                                                                | Sudafrica                                                                | 3 – 0                                                                    | Gabon                                                                    | Amichevole                                                               | -                                                                        | 46’                                                                      |
| 7-9-2012                                                                 | San Paolo                                                                | Brasile                                                                  | 1 – 0                                                                    | Sudafrica                                                                | Amichevole                                                               | -                                                                        | 75’                                                                      |
| 11-9-2012                                                                | Nelspruit                                                                | Sudafrica                                                                | 2 – 0                                                                    | Mozambico                                                                | Amichevole                                                               | -                                                                        | 56’                                                                      |
| 8-1-2013                                                                 | Città del Capo                                                           | Sudafrica                                                                | 0 – 1                                                                    | Norvegia                                                                 | Amichevole                                                               | -                                                                        | 56’                                                                      |
| 12-1-2013                                                                | Rustenburg                                                               | Sudafrica                                                                | 0 – 0                                                                    | Algeria                                                                  | Amichevole                                                               | -                                                                        | 51’                                                                      |
| 19-1-2013                                                                | Johannesburg                                                             | Sudafrica                                                                | 0 – 0                                                                    | Capo Verde                                                               | Coppa d'Africa 2013 - 1º turno                                           | -                                                                        | 60’                                                                      |
| 27-1-2013                                                                | Durban                                                                   | Sudafrica                                                                | 2 – 2                                                                    | Marocco                                                                  | Coppa d'Africa 2013 - 1º turno                                           | -                                                                        | 51’                                                                      |
| 2-2-2013                                                                 | Durban                                                                   | Sudafrica                                                                | 1 – 1 dts (2 – 4 dtr)                                                    | Mali                                                                     | Coppa d'Africa 2013 - Quarti di finale                                   | -                                                                        | 89’                                                                      |
| 5-3-2014                                                                 | Johannesburg                                                             | Sudafrica                                                                | 0 – 5                                                                    | Brasile                                                                  | Amichevole                                                               | -                                                                        |                                                                          |
| 26-5-2014                                                                | Sydney                                                                   | Australia                                                                | 1 – 1                                                                    | Sudafrica                                                                | Amichevole                                                               | -                                                                        | 90’                                                                      |
| 30-5-2014                                                                | Auckland                                                                 | Nuova Zelanda                                                            | 0 – 0                                                                    | Sudafrica                                                                | Amichevole                                                               | -                                                                        |                                                                          |
| 11-10-2014                                                               | Pointe-Noire                                                             | Rep. del Congo                                                           | 0 – 2                                                                    | Sudafrica                                                                | Qual. Coppa d'Africa 2015                                                | -                                                                        |                                                                          |
| 15-10-2014                                                               | Polokwane                                                                | Sudafrica                                                                | 0 – 0                                                                    | Rep. del Congo                                                           | Qual. Coppa d'Africa 2015                                                | -                                                                        | 73’                                                                      |
| 15-11-2014                                                               | Durban                                                                   | Sudafrica                                                                | 2 – 1                                                                    | Sudan                                                                    | Qual. Coppa d'Africa 2015                                                | 1                                                                        | 88’                                                                      |
| 25-3-2015                                                                | Lobamba                                                                  | eSwatini                                                                 | 1 – 3                                                                    | Sudafrica                                                                | Amichevole                                                               | -                                                                        | 54’                                                                      |
| 29-3-2015                                                                | Nelspruit                                                                | Sudafrica                                                                | 1 – 1                                                                    | Nigeria                                                                  | Amichevole                                                               | -                                                                        |                                                                          |
| 13-6-2015                                                                | Durban                                                                   | Sudafrica                                                                | 0 – 0                                                                    | Gambia                                                                   | Qual. Coppa d'Africa 2017                                                | -                                                                        | 65’                                                                      |
| 16-6-2015                                                                | Città del Capo                                                           | Sudafrica                                                                | 2 – 1                                                                    | Angola                                                                   | Amichevole                                                               | -                                                                        |                                                                          |
| 5-9-2015                                                                 | Nouakchott                                                               | Mauritania                                                               | 3 – 1                                                                    | Sudafrica                                                                | Qual. Coppa d'Africa 2017                                                | -                                                                        | 60’                                                                      |
| 8-9-2015                                                                 | Johannesburg                                                             | Sudafrica                                                                | 1 – 0                                                                    | Senegal                                                                  | Amichevole                                                               | -                                                                        | 66’                                                                      |
| 8-10-2015                                                                | San José                                                                 | Costa Rica                                                               | 0 – 1                                                                    | Sudafrica                                                                | Amichevole                                                               | -                                                                        | 87’                                                                      |
| 13-10-2015                                                               | San Pedro Sula                                                           | Honduras                                                                 | 1 – 1                                                                    | Sudafrica                                                                | Amichevole                                                               | -                                                                        | 24’                                                                      |
| 13-11-2015                                                               | Benguela                                                                 | Angola                                                                   | 1 – 3                                                                    | Sudafrica                                                                | Qual. Mondiali 2018                                                      | -                                                                        | 54’                                                                      |
| 17-11-2015                                                               | Durban                                                                   | Sudafrica                                                                | 1 – 0                                                                    | Angola                                                                   | Qual. Mondiali 2018                                                      | -                                                                        | 59’                                                                      |
| 26-3-2016                                                                | Yaoundé                                                                  | Camerun                                                                  | 2 – 2                                                                    | Sudafrica                                                                | Qual. Coppa d'Africa 2017                                                | -                                                                        | 46’                                                                      |
| 29-3-2016                                                                | Durban                                                                   | Sudafrica                                                                | 0 – 0                                                                    | Camerun                                                                  | Qual. Coppa d'Africa 2017                                                | -                                                                        |                                                                          |
| 4-6-2016                                                                 | Bakau                                                                    | Gambia                                                                   | 0 – 4                                                                    | Sudafrica                                                                | Qual. Coppa d'Africa 2017                                                | -                                                                        | 25’                                                                      |
| 8-10-2016                                                                | Ouagadougou                                                              | Burkina Faso                                                             | 1 – 1                                                                    | Sudafrica                                                                | Qual. Mondiali 2018                                                      | -                                                                        | 86’                                                                      |
| 11-10-2016                                                               | Durban                                                                   | Sudafrica                                                                | 1 – 1                                                                    | Ghana                                                                    | Amichevole                                                               | -                                                                        | 60’                                                                      |
| 12-11-2016                                                               | Polokwane                                                                | Sudafrica                                                                | 2 – 1                                                                    | Senegal                                                                  | Qual. Mondiali 2018                                                      | 1                                                                        | 81’                                                                      |
| 15-11-2016                                                               | Maputo                                                                   | Mozambico                                                                | 1 – 1                                                                    | Sudafrica                                                                | Amichevole                                                               | -                                                                        | 75’                                                                      |
| 25-3-2017                                                                | Durban                                                                   | Sudafrica                                                                | 3 – 1                                                                    | Guinea-Bissau                                                            | Amichevole                                                               | -                                                                        | 81’                                                                      |
| 28-3-2017                                                                | East London                                                              | Sudafrica                                                                | 0 – 0                                                                    | Angola                                                                   | Amichevole                                                               | -                                                                        | 46’                                                                      |
| 17-11-2018                                                               | Johannesburg                                                             | Sudafrica                                                                | 1 – 1                                                                    | Nigeria                                                                  | Qual. Coppa d'Africa 2019                                                | -                                                                        | 61’                                                                      |
| 20-11-2018                                                               | Durban                                                                   | Sudafrica                                                                | 1 – 1                                                                    | Paraguay                                                                 | Amichevole                                                               | -                                                                        | 65’                                                                      |
| 15-6-2019                                                                | Dubai                                                                    | Ghana                                                                    | 0 – 0                                                                    | Sudafrica                                                                | Amichevole                                                               | -                                                                        | 46’                                                                      |
| 1-7-2019                                                                 | Il Cairo                                                                 | Sudafrica                                                                | 0 – 1                                                                    | Marocco                                                                  | Coppa d'Africa 2019 - 1º turno                                           | -                                                                        |                                                                          |
| 13-10-2019                                                               | Port Elizabeth                                                           | Sudafrica                                                                | 2 – 1                                                                    | Mali                                                                     | Amichevole                                                               | -                                                                        | 63’                                                                      |
| 17-11-2019                                                               | Durban                                                                   | Sudafrica                                                                | 1 – 0                                                                    | Sudan                                                                    | Qual. Coppa d'Africa 2021                                                | -                                                                        | 75’                                                                      |
| Totale                                                                   |                                                                          | Presenze                                                                 | 43                                                                       |                                                                          | Reti                                                                     | 2                                                                        |                                                                          |

## Palmarès

### Club
- Campionato olandese: 2

Ajax: 2011-2012, 2012-2013
- Supercoppa dei Paesi Bassi: 1

Ajax: 2013